# مرسيدس كولاس دي ميرونيو
مرسيدس كولاس دي ميرونيو (11 يوليو 1925 - 21 أبريل 2021) المعروفة باسم بوروتا كانت ناشطة أرجنتينية في مجال حقوق الإنسان. كانت نائبة رئيس أمهات بلازا دي مايو.
تم إعدام والدها خوسيه ماريا كولاس، رمياً بالرصاص خلال الحرب الأهلية الإسبانية.
كانت ابنتها أليسيا ميرونو من بين ديسباريسيدوس في الأرجنتين، واختفت في 5 يناير 1978. كان مصير أليسيا لا يزال مجهولاً وقت وفاة والدتها.
توفي مرسيدس كولاس دي ميرونيو في بوينس آيرس في 21 أبريل 2021، عن عمر يناهز 95 عامًا.